# Vojtěch Vladimír Klecanda

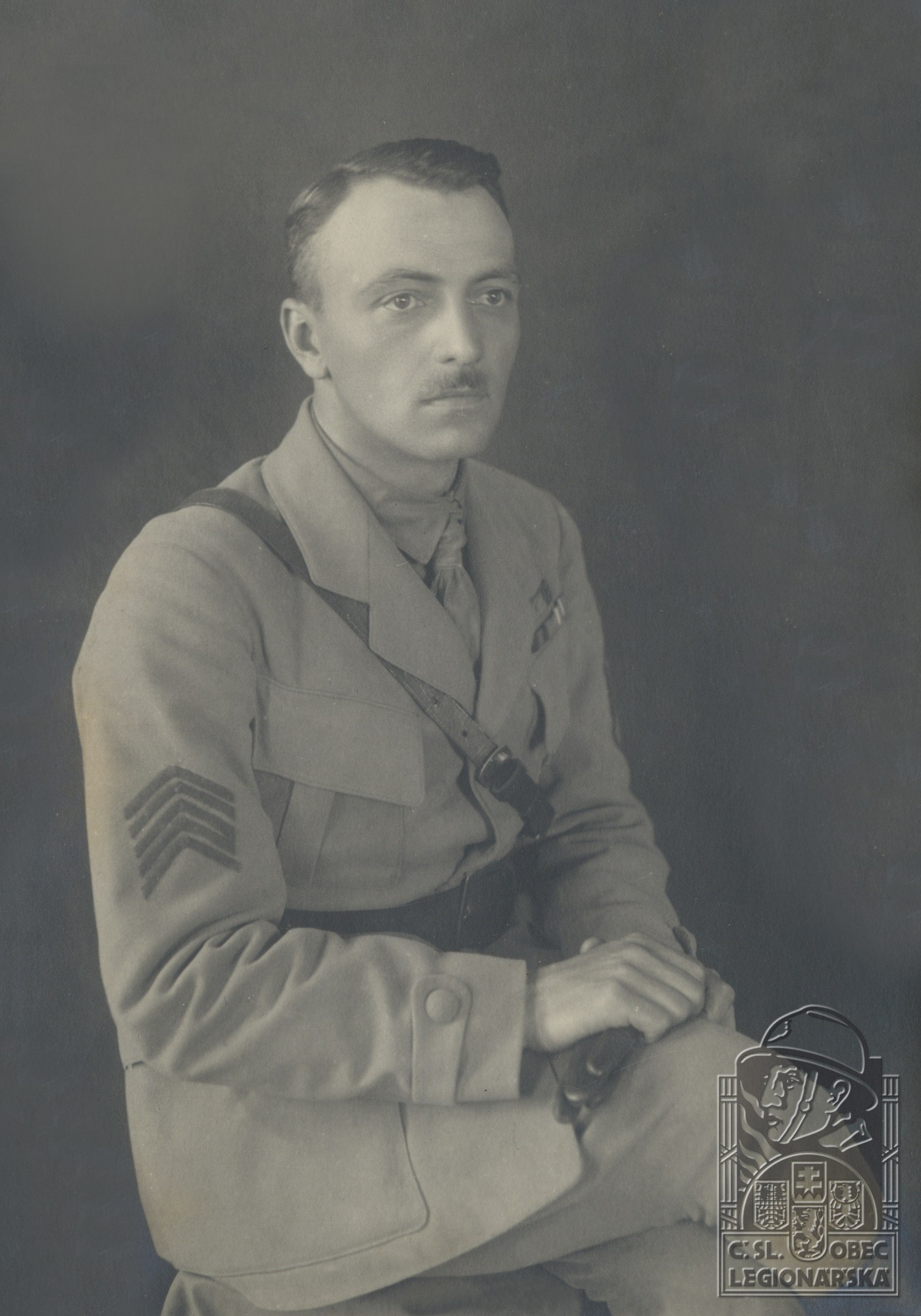
Podplukovník Vojtěch Vladimír Klecanda jako velitel 14. lodního transportu československých legionářů z Vladivostoku do Terstu (1919/1920)

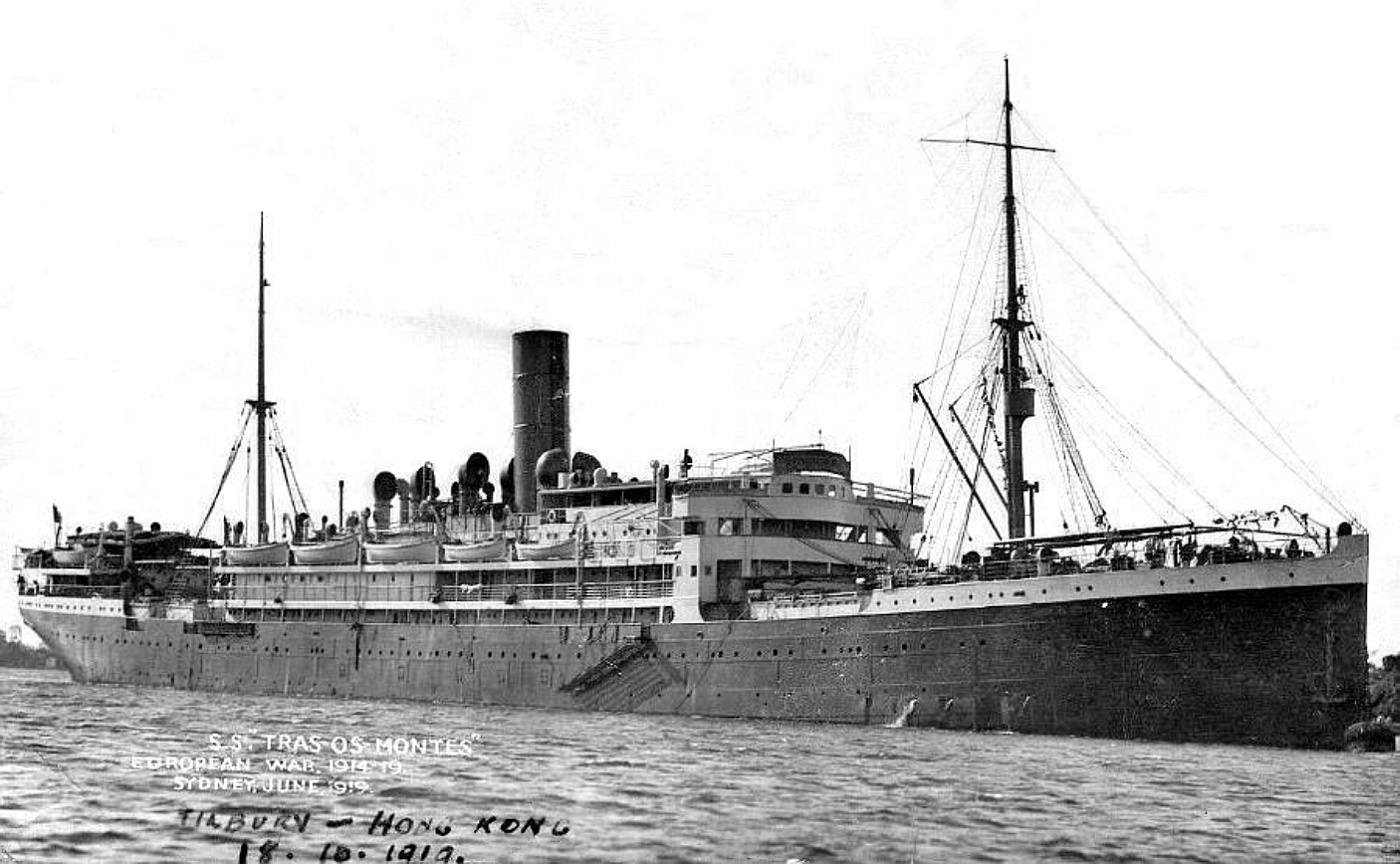
Na zaoceánském parníku SS Trás-os-Montes absolvoval návrat do Československa

Vojtěch Vladimír Klecanda (15. listopadu 1888 Praha – 22. dubna 1947 Praha) byl český legionář, československý důstojník a generál.

## Život

### Do vzniku ČSR
Před první světovou válkou pracoval u pobočky firmy Laurin & Klement v Charkově na Ukrajině. Hned v roce 1914 se přihlásil do České družiny a vyznamenal se jako vyzvědač a organizátor odporu v rakouské armádě. Působil ve štábu ruské armády jako velitel výzvědného oddílu a tlumočník a přičinil se o zřízení československého oddělení v zajateckém táboře u Kyjeva, odkud se pak rekrutovali čeští legionáři. Po Říjnové revoluci 1917 bojoval na Kavkaze, na Uralu a na Sibiři a byl generálním ubytovatelem československého armádního sboru v Rusku. 

### První republika
Po návratu do Československa se stal zástupcem náčelníka Generálního štábu a v letech 1920 až 1922 studoval na Vysoké škole válečné v Paříži. Pak byl jmenován velitelem 1. brigády v Praze a v letech 1924 až 1929 působil jako vojenský přidělenec na vyslanectví v Paříži. Po návratu byl velitelem 2. divize v Plzni a od roku 1931 1. divize v Praze. Působil také jako významný funkcionář Svazu skautů RČS a dalších sportovních i mezinárodních organizací. Později cestoval po Severní Africe a Jižní Americe (v dubnu až listopadu 1934 pobýval v Kolumbii, kde měl za úkol reorganizovat místní armádu) a psal cestopisné vzpomínky.

### Poválečný soud a úmrtí
V roce 1946 byl generál Klecanda obviněn z podpory nacistického hnutí. Jeho vina měla spočívat v tom, že byl členem delegace, která se měla v dubnu 1945 pokusit projednat se západními spojenci možnost separátního míru Německa s Čechy. U soudu své obvinění odmítl a v srpnu 1946 byl obvinění zproštěn.
I po osvobozujícím rozsudku bylo s generálem Klecandou vedeno v rámci armády kárné řízení, které v době jeho smrti nebylo ještě ukončeno. Generál Klecanda zemřel pádem z okna svého bytu; již v té době vyslovoval tisk pochybnosti o tom, zda se jednalo o sebevraždu či nešťastnou náhodu, i když vyšetřující komise posádkového velitelství sebevraždu vyloučila a za příčinu označila uklouznutí na skříňce pod oknem. Zatímco v současnosti se Vojenský historický ústav nadále domnívá, že šlo o nešťastnou náhodu, Úřad dokumentace a vyšetřování zločinů komunismu nevylučuje, že mohlo jít i o sebevraždu nebo vraždu..

## Dílo
- Účelná armáda (1933)
- Marocké vzpomínky (1934)
- Synové dobyvatelů: dojmy z Kolumbie (1935)

## Vyznamenání
| Řád sv. Stanislava – III. třída s meči a mašlí | Řád sv. Stanislava, III. třída s meči a mašlí |
| Řád sv. Vladimíra – IV. třída s meči a mašlí   | Řád sv. Vladimíra, IV. třída s meči a mašlí   |
| Řád sv. Anny – III. třída s meči a mašlí       | Řád sv. Anny, III. třída s meči a mašlí       |
| Řád sv. Anny – IV. třída                       | Řád sv. Anny, IV. třída                       |
| Croix de guerre                                | Válečný kříž                                  |
| Československý válečný kříž 1914–1918          | Československý válečný kříž 1914–1918         |
| Řád sokola – s meči                            | Řád sokola, s meči                            |
| Řád za vynikající službu                       | Řád za vynikající službu                      |
| Československá revoluční medaile               | Československá revoluční medaile              |
| Řád italské koruny – III. třída (komandér)     | Řád italské koruny, III. třída (komandér)     |
| Československá medaile Vítězství               | Československá medaile Vítězství              |
| Řád čestné legie – IV. třída                   | Řád čestné legie, IV. třída                   |
| Řád Boyacá – III. třída (komandér)             | Řád Boyacá, III. třída (komandér)             |